# Xã Bondin, Quận Murray, Minnesota
Xã Bondin (tiếng Anh: Bondin Township) là một xã thuộc quận Murray, tiểu bang Minnesota, Hoa Kỳ. Năm 2010, dân số của xã này là 268 người.